# Stazione meteorologica di Lanciano
La stazione meteorologica di Lanciano è la stazione meteorologica di riferimento relativa alla città di Lanciano.

## Coordinate geografiche
La stazione meteorologica si trova nell'area climatica dell'Italia centrale, in cui è compreso l'intero territorio regionale dell'Abruzzo, in provincia di Chieti, nel comune di Lanciano,  a 283 metri s.l.m. e alle coordinate geografiche 42°14′N 14°23′E.

## Dati climatologici
In base alla media trentennale di riferimento 1961-1990, la temperatura media del mese più freddo, gennaio, si attesta a +6,2 °C; quella dei mesi più caldi, luglio e agosto, è di +24,2 °C .
| Lanciano           | Mesi | Mesi | Mesi | Mesi | Mesi | Mesi | Mesi | Mesi | Mesi | Mesi | Mesi | Mesi | Stagioni | Stagioni | Stagioni | Stagioni | Anno |
| Lanciano           | Gen  | Feb  | Mar  | Apr  | Mag  | Giu  | Lug  | Ago  | Set  | Ott  | Nov  | Dic  | Inv      | Pri      | Est      | Aut      | Anno |
| ------------------ | ---- | ---- | ---- | ---- | ---- | ---- | ---- | ---- | ---- | ---- | ---- | ---- | -------- | -------- | -------- | -------- | ---- |
| T. max. media (°C) | 9,2  | 10,9 | 13,2 | 17,3 | 22,0 | 26,3 | 29,1 | 28,9 | 25,5 | 19,8 | 14,6 | 11,5 | 10,5     | 17,5     | 28,1     | 20,0     | 19,0 |
| T. min. media (°C) | 3,2  | 3,5  | 5,9  | 8,8  | 13,2 | 17,0 | 19,4 | 19,4 | 16,4 | 12,3 | 8,4  | 5,2  | 4,0      | 9,3      | 18,6     | 12,4     | 11,1 |